# Mejicanos
Mejicanos é uma cidade e municipio de El Salvador pertencente a área metropolitana de San Salvador. Está localizado no leste do departamento de San Salvador. Está limitado ao norte por Ayutuxtepeque e Apopa, ao leste por Delgado e Cuscatancingo,  ao sul e oeste por San Salvador.
Se divide em 4 cantões e 36 casarios. Seu rio principal é o El San Antonio, e seu vulcão  El Picacho. A população é de 140 751 habitantes segundo censo de 2007.